# Jack Johnson (cầu thủ bóng đá người Anh)
John William Johnson (12 tháng 2 năm 1919 - 1975) là một cầu thủ bóng đá chuyên nghiệp người Anh, từng thi đấu cho Huddersfield Town, Grimsby Town và Shrewsbury Town. Ông sinh ra ở Newcastle upon Tyne, Northumberland.